# Никола Кусовац
Никола Кусовац (Београд, 23. фебруар 1935) српски је историчар уметности, ликовни критичар и публициста. Кусовац је бивши кустос Народног музеја у Београду, у коме је обављао функцију шефа Одељења за историју уметности. Спада у најзначајније српске ликовне критичаре, са више од две хиљаде објављених радова, међу којима је и неколико десетина монографија о разним српским сликарима.
Током рата у бившој Југославији радио је на спасавању српског културног наслеђа и блага и његовог пребацивања у Србију. За време свог вишедеценијског рада одржао је преко хиљаду предавања и водио на стотине хуманитарних акција. Један је од почасних чланова оснивача Удружења за културу, уметност и међународну сарадњу „Адлигат", где се уједно налази и његов легат, у коме је и стручни саветник за збирку уметничких дела Удружења.

## Биографија
Рођен је од оца Јакова, краљевог официра, и мајке Радмиле. Крштен је у Цркви Светог Николе у Београду. У години пре почетка Другог светског рата, породица је живела у Краљеву, одакле је отац Јаков послао Николу и његову мајку на Цетиње, надајући се да ће тамо бити безбедније него у Србији. Године рата и прве послератне године провео је на Цетињу, где је матурирао школске 1953/54. године.
Одмах по завршетку средње школе и повратку у Београд, одслужио је војни рок, верујући да ће након тога добити пасош и отићи код оца, који је, као велики противник комунизма, након рата одабрао Јужноафричку Републику за живот. Међутим, пасош је добио тек након што је јануара 1961. дипломирао историју уметности као студент генерације Филозофско-историјског факултета у Београду. Од фебруара 1962. до маја 1963. боравио је у Риму и Јоханезбургу. Одмах по повратку у Београд запослио се као кустос, прво тек основане Продајне галерије, а од новембра 1963. Народног музеја у Београду.
Као стручњак за српско сликарство XVII и XIX века стекао је звање музејског саветника и био дугогодишњи шеф Одељења за историју уметности Народног музеја. Поред стручног и научног рада, у првом реду везаног за уметност Срба после Велике сеобе 1690. године, активно се бавио ликовном критиком. Објавио је око 2.000 радова међу којима и монографије о сликарима: Јовану Поповићу, Ђури Јакшићу, Катарини Ивановић, Павелу Ђурковићу, Ђорђу Крстићу, Стевану Тодоровићу и Павлу-Паји Јовановићу, затим Недељку Гвозденовићу, Миодрагу Вујачићу-Мирском, Радовану-Раши Тркуљи, Милану Маринковићу-Цилету, Александру Луковићу-Лукијану, Ратку Шоћу, Милети Ћоровићу, Моми Капору, Слободану Сотирову, Душану Гавели итд., као и многе есеје и научне радове попут оних о стваралаштву Александра Добрића, Николе Милојевића, Владимира Жедринског, Иље Рјепина, Ананија Вербинског, Стојана Аралице, Марка Челебоновића, Бете Вукановић, Љубинке Јовановић, Миодрага Рогића, Милована Видака итд. Аутор је и коаутор више од осамсто изложби приређених у Београду, широм Србије, Југославије и многе у иностранству. Водио је на стотине успелих хуманитарних акција и одржао око хиљаду предавања.
Активно се залагао за очување државног заједништва Србије и Црне Горе у оквиру некадашње Савезне Републике Југославије (1992-2003), а потом и у оквиру Државне заједнице Србије и Црне Горе (2003-2006). Почетком 2005. године, постао је један од оснивача Покрета за европску државну заједницу Србије и Црне Горе у Србији.
Током ратова деведесетих, Кусовац је активно радио на спасавању српског културног блага у ратом захваћеним подручјима. Формирао је уметничка братства и отварао галерије по ободима српских земаља, где би преносио вредна дела која, по његовим речима, сведоче о трајању једног народа.
Кусовац је био сарадник на књизи Крађа културног и националног блага Југославије (1995). Он је писао коментаре и описе за украдена дела.
Он дели тезу војводе Марка Миљанова да дистинкција Србин-Црногорац није логички исправна јер је Црногорац ужи појам од Србина. Србин је нација који у себи обухвата више регионалних типова народа као што су: Црногорци, Банаћани, Личани, Бачвани итд. Србин је шири појам, а Црногорац је ужи. Дистинкција може бити на релацији Црногорац-Банаћанин или Личанин-Црногорац, али никако између Срба и Црногораца или Срба и Личана. Не може се рећи да је неко Личанин по нацији, или Банаћанин по нацији, као ни Црногорац по нацији.
Током спорења у јавности о вредности и пореклу руске иконе са краја 18. или почетка 19. века коју је Милорад Додик поклонио Сергеју Лаврову током званичне посете БиХ (за коју је наведено да је потенцијално украдена), Кусовац се јавно огласио објашњавајући да је икона уметнички безначајна и да је скромне тржишне вредности.
Добитник је многих награда, међу којима су најзначајније Вукова награда, Изванредни златни беочуг за животно дело, Златна значка КПЗ, награда Вечерњих новости за подвиг године и разне плакете, повеље, дипломе и захвалнице.

## Легат Николе Кусовца
Јануара 2018. године Никола формира своју збирку у Удружењу за културу, уметност и међународну сарадњу „Адлигат". Том приликом поклонио је неколико кутија књига са посветама, велики број уметничких каталога и различитих публикација, као и његов портрет који је урадио сликар Петар Мојак. Неколико месеци касније, у мају 2018. године, званично формира и свој легат у овој институцији и том приликом завештава више од хиљаду књига о уметности, књиге са посветама угледних српских интелектуалаца, као и неколико уметничких дела из његове личне збирке. Поред тога, његов легат садржи и већину награда које је за живота освојио, као и бројне захвалнице, дипломе, признања и друго. Овом приликом Никола је рекао да „легат не доживљава као опроштајни дар, већ завештање будућим генерацијама".
Међу бројним уметничким делима у легату налазе се и портрети Данила Киша, кога је Кусовац познавао још од својих средњошколских дана на Цетињу.

## Награде
Никола Кусовац је добитник преко 150 награда, повеља, плакета и признања, међу којима су и:
- Орден Светог Саве
- Вукова награда
- Златни беочуг за животно дело
- Златна значка Културно просветне заједнице, Плакета Универзитета уметности,
- Награда Вечерњих новости за подвиг године
- Плакета Коларчевог народног универзитета
- Титула витеза српске светске заједнице
- Награда града Београда
- Споменица "Печат у времену"
- Споменица Ћоровићевих сусрета
- Плакета УЛУС-а
- Бројне дипломе и захвалнице

## Дела
Поред ауторских текстова, прегледа, рецензија, чланака и сепарата, Кусовац је као аутор или коаутор објавио следеће књиге и каталоге:
- Александар Луковић - Лукијан: цртежи, коаутор, 1965.[8]
- Адам Стефановић: (1832-1887), 1966.[9]
- Класицизам код Срба : Каталог црквеног сликарства и примењене уметности, 1967.[10]
- Ђура Јакшић, 1970.[11]
- Јован Поповић: сликар, 1971.[12]
- Српска скулптура до 1941, коаутор са Катарином Павловић, 1972.[13]
- Српско сликарство крајем XIX века, 1973, коаутор[14]
- Живот и дело сликара Николе Милојевића : (1865-1942), 1973.[15]
- Ђорђе Крстић, 1975.[16]
- Коришћење културних добара: неки проблеми руковања и заштите, 1980.[17]
- Разумевање сликарства Ђуре Јакшића : од времена његове појаве до данас, 1982, коаутор[18]
- Константин Данил и његови следбеници : Галерија "Душан Влајић", Скадарлија, октобар 1983., 1983.[19]
- Милан Маринковић, коаутор, 1985.[20]
- Милан Маринковић, коатуор, 1989.[21]
- Уметници Јевреји у Београду : Ликовна галерија Културног центра Београда, 20-28.X.1990, 1990.[22]
- Иконопис Далматинске крајине са ратом угрожених Равних Котара, 1992.[23]
- Мајстори равнице: Сава Стојков, Васа Доловачки, Горан Митровић, 1993.[24]
- Уметничка баштина Срба у Западној Славонији : Пакрац, Лисичине, Велики Бастаји : Народни музеј, Београд, мај-август 1993.[25]
- Момо Капор: слике и пастели: 21. април - 10. мај 1997, коаутор са Момом Капором, 1997.[26]
- Павле - Паја Јовановић, Повратак чете Црногораца из боја : Народни музеј - Београд : Београд, октобар - децембар 1997, 1998.[27]
- Павле - Паја Јовановић, Сеоба Срба, 1998.[28]
- Изазов традиције: триптих, коаутор са Ђорђем Кадијевићем и Сретом Бошњаком, 1999.[29]
- Сликар Ђорђе Крстић, 2001.[30]
- Портрети Јована Стерије Поповића из 1836. и 1849. године, 2007.[31]
- Прва српска сликарка Катарина Ивановић, 2008.[32]
- Паја Јовановић, 2010.[33]
- Споменичка баштина Срба са подручја данашње Републике Хрватске : поводом седам вјекова манастира Крупа у Далмацији, 2017.[34]
- Дарови уметника XX века манастиру Хиландару, 2012.[35]
- Предраг Пеђа Милосављевић или прича о младости, пријатељству и љубави, 2012.[36]
- Одабрани есеји, 2019.[37][38]
- Српско сликарство XX века: 1900-1950 : антологијски избор из приватних збирки, 2018.[39]
- Српско сликарство XX века: избор из приватних збирки, 2019.[40]
- Поглед једног српског националисте, 2023.[41][42]

Каталози и друге публикације
- Банатско сликарство XIX века : изложба слика : из збирке Народног музеја у Београду, 1966.[43]
- Класицизам код Срба, Каталог сликарства, 1967, коаутор[44]
- Ђура Јакшић, 1970.[45]
- Реализам у српском сликарству 19. века, 1970.[46]
- Ђура Јакшић : сликар : [у оквиру манифестације] Трећи фестивал југословенске поезије младих, 1971.[47]
- Ђура Јакшић : Народни музеј Крушевац [од 30. IX - 15. X 1974. године], 1974.[48]
- Српско сликарство у доба Стевана Мокрањца, 1976.[49]
- Изложба слика Светислав Страле : трагом IV и V непријатељске офанзиве : Народно позориште у Београду, Сцена Земун и Народни музеј Београд, новембар 1977. коаутор[50]
- Портрет жене у српском сликарству XIX века : Народни музеј Београд и Ликовна галерија Дома културе Врбас, 8 - 20. марта 1977.[51]
- Портрети српских писаца деветнаестог века : Галерија "Душан Влајић" Скадарлија, октобар 1980. године, 1980.[52]
- Париз у делима наших сликара : из збирке Народног музеја : Галерија "Душан Влајић" Скадарлија, новембар 1980. године[53]
- Србија на сликама Каница, Гебела и Сатмариа : Галерија "Душан Влајић" Скадарлија, 10. ВИИИ - 10. ИX 1981. год., 1981.[54]
- Стојан Аралица, 1981.[55]
- Ђура Јакшић 1832 - 1878. : Народни музеј Београд, Културно просветна заједница, Галерија самоуких ликовних уметника Светозарево, септембра 1982.[56]
- Стеван Тодоровић и српски сликари у доба романтизма : Галерија "Душан Влајић" Скадарлија, Народни музеј, Београд, новембар-децембар 1982., коаутор,[57]
- Српско сликарство XIX века: доба бидермајера: Народни музеј Чачку, Народни музеј у Београду, јун-септембар 1983[58]
- Паја Јовановић : (1859-1957) : слике из збирке Народног музеја Београд : поводом 125. годишњице рођења сликара Паје Јовановића, 140 година рада Народног музеја у Београду, 1984.[59]
- Српско сликарство XIX века : доба романтизма: Народни музеј Чачку, Народни музеј у Београду, јун-септембар 1984.[60]
- Српско сликарство XIX века : доба реализма, коаутор, 1985.[61]
- Ђура Јакшић и српски сликари у доба романтизма: из збирке Народног музеја : Галерија "Душан Влајић" Скадарлија, културно-информативни центар Уб, Уб, октобар - новембар 1986.[62]
- Урош Предић сликар: 1857-1953 : Галерија "Душан Влајић", Скадарлија[63]
- Српско сликарство XVIII и XIX века: каталог збирке Народног музеја Београд, 1987.[64]
- Косово и Метохија - изазови и одговори : зборник радова са округлог стола Геополитичка судбина Косова и Метохије, у Београду, 24-25. јуна 1997, коаутор, 1997.[65]
- Павле-Паја Јовановић: Сеоба Срба: Народни музеј Београд, 1998.[66]
- Момо Капор : цртежи и пастели, Билећа 1999[67]
- Ђорђе Крстић : 1851-1907 : Народни музеј, Београд, мај-јул 2001, 2001.[68]
- Паја Јовановић : (1859-1957) : [слике из београдских збирки] : Аранђеловац, фебруар-март 2001.[69]
- Савремени традиционалисти : српско сликарство 1980-2010, Београд, Галерија "Hexalab" 19. 02. 2011 - 23. 03. 2011.[70]
- Од Станчића до Станића : Велика галерија Дома Војске Србије, [(18. април - 12. мај)], 2012.[71]
- Сто дела из колекције Ђуре Поповића : Галерија Дома Војске Србије [17. мај - 22. јун], 2013.[72]
- Грчка у свести и срцу српских сликара, Галерија Дома Војске Србије, 2014.[73]
- Педесет аутора из колекције Ђуре Поповића : Галерија Културног центра Новог Сада 25. новембра - 6. децембра 2015.[74]
- Ружица Беба Павловић: чари даривања: Галерија РТС, Београд, 25. април - 5. мај 2019.[75]
- Енформел: избор слика из збирке Ђорђа Момировића, Кућа краља Петра, Београд, 11. април 2016.[76]
- Отелотворење ликовности : заједничко наслеђе : колекција уметничких дела Радио-телевизије Србије-избор : Галерија РТС од 26. децембра 2017. до 28. јануара 2018., 2017.[77]

## Галерија
- Награда додељена од стране српске војске за успешну сарадњу
- Диплома Црвеног крста Србије
- Захвални општине Косовска Митровица
- Захвалница митрополоције црногорско-приморске
- Вукова награда додељена Кусовцу
- Диплома руководства Републике Српске Крајине за чување српског културног наслеђа на том простору
- Награда града Вишеграда
- Споменица Ћоровићевих сусрета
- Захвалнице и повеље добијене током каријере
- Плакета задужбине Илије М. Коларца
- Награда града Београда
- Захвалница територије одбране Борово насеље за активности током рата
- Повеље и дипломе
- Повеља УЛУС-а